# Tom Ashley
Pour les articles homonymes, voir Ashley.
Thomas John Mitchell Ashley est un véliplanchiste néo-zélandais, né le 11 février 1984 à Auckland.

## Palmarès

### Jeux olympiques
- Médaillé d'or aux Jeux olympiques de 2008
- 10e aux Jeux olympiques de 2004

### Championnat du monde
- Champion du monde de planche à voile RS:X en 2008
- Vice-champion du monde de planche à voile RS:X en 2006